# Lingoes
Lingoes là một phần mềm dịch thuật, từ điển, phát hành dưới dạng tiện ích phần mềm miễn phí. Phiên bản đầu tiên của phần mềm được phát hành ngày 1 tháng 9 năm 2006, không bao gồm một tập tin từ điển và cơ sở tiền phát hành với một tập tin từ điển để người dùng có thể tải về và thêm từ điển khác của riêng họ. Lingoes thường được so sánh với từ điển GoldenDict, Babylon (phần mềm) vì sự giống nhau trong GUI (giao diện người dùng), các chức năng và quan trọng nhất là miễn phí.

## Các tính năng và tính năng mở rộng

### Dữ liệu từ điển đa dạng
Lingoes có khả năng thêm các từ điển bách khoa toàn thư mới và mở rộng khả năng sử dụng của nó. Các bách khoa toàn thư trực tuyến như Wikipedia, free encyclopedi, và Baidu Baike cũng như các từ điển hàng đầu như Longman Dictionary of Contemporary English, Merriam-Webster's Collegiate Dictionary, WordNet, MacMillan English Dictionary, Collins COBUILD Advanced Learner's English Dictionary và nhiều từ điển cross-English khác như tiếng Ả Rập, tiếng Armenia, Hà Lan, Pháp, Đức, Hy Lạp, tiếng Do Thái, Hungary, Indonesia, Ý, Nhật Bản, Hàn Quốc, Latin, Na Uy, Ba Tư, Ba Lan, Bồ Đào Nha, tiếng Nga, tiếng Tây Ban Nha, Thụy Điển (hơn 80 ngôn ngữ đã được liệt kê trong website chính thức của Lingoes.

### Công cụ, tiện ích
Các công cụ thêm vào, được gọi là phụ lục (appendices) trong chương trình, bao gồm một công cụ chuyển đổi tiền tệ, trọng lượng và các đơn vị đo lường, múi giờ quốc tế, và bảng tuần hoàn các nguyên tố, một máy tính khoa học, bộ chuyển đổi chữ truyền thống Trung Quốc và chữ Trung Quốc giản thể, tiện ích mã hóa/giải mã Base64, (thuật toán MD4, MD5 và SHA-1) và nhiều công cụ khác có thể được thêm vào thông qua trang web.

### Phát âm
Chương trình có khả năng phát âm từ và cài đặt thêm các máy tổng hợp giọng nói (text to speech engine) có sẵn cũng thông qua website Lingoes.

### Dịch văn bản trực tuyến
Lingoes cũng cung cấp khả năng dịch toàn bộ văn bản bằng cách sử dụng các nhà cung cấp dịch vụ dịch thuật trực tuyến như Google Translation, Yahoo! Babel Fish Translation, SYSTRAN, Cross Language, Click2Translate và những dịch vụ khác. Lingoes cũng cung cấp nhiều cách để dịch một văn bản, ví dụ, thông qua một cú rê chuột, hoặc bằng cách nhấp đúp vào đoạn văn được chọn, tùy chọn này không có trên Babylon Pro.

## Danh sách từ điển
Định dạng tập tin đặc trưng của từ điển Lingoes là ld2 (có thể được dùng bởi từ điển GoldenDict).

### Cần thiết và không có trên trang chủ Lingoes
1. American Heritage Dictionary 4th Edition
2. Cambridge Advanced Learners Dictionary
3. Collins COBUILD Advanced Learner's English Dictionary
4. Collins Cobuild English Grammar
5. Collins English Dictionary
6. Longman Dictionary of Contemporary English
7. Longman Language Activator
8. MacMillan English Dictionary - American
9. Merriam+Websters+Medical+Desk+Dictionary
10. Merriam-Webster Collegiate Dictionary
11. Oxford Advanced Learners Dictionary
12. Oxford Business English Dictionary for learners of English
13. Oxford Collocations Dictionary for Students of English
14. Oxford Dictionary Of Allusions
15. Oxford World Encyclopedia (1998)
16. Random+House+Webster_s+Unabridged+Dictionary
17. Rogets II - The New Thesaurus
18. The Oxford Thesaurus - An A-Z Dictionary of Synonyms

### Cần thiết và có trên trang chủ Lingoes
1. A Dictionary of Commonly Used English Phrases
2. Concise English Dictionary
3. Concise English Synonym and Antonym Dictionary
4. Dictionary of English Abbreviations
5. Dictionary of Word Roots and Combining Forms
6. English Idioms Dictionary
7. English Slang Dictionary
8. English Synonym and Antonym Dictionary
9. Essential English Dictionary
10. Free English-Vietnamese Dictionary
11. Free Vietnamese-English Dictionary
12. Moby Thesaurus II (từ điển lớn, toàn thư)
13. Vicon English Dictionary
14. Websters New World Essential Vocabulary
15. Wikipedia English - Free Encyclopedia (bộ bách khoa)
16. Word Orgins Dictionary
17. Word Parts Dictionary
18. WordNet English Dictionary

#### Từ điển chuyên ngành

##### Tin học
1. Computer File Type Dictionary
2. FOLDOC Computing Dictionary
3. Microsoft Computer Dictionary
4. Microsoft Terminology (thuật ngữ)

##### Kinh tế tài chính
1. Bloomberg Financial Glossary
2. Investopedia Financial Terms
3. Prodic English-Vietnamese Business
4. Prodic Vietnamese-English Business

## Hạn chế

### Bản quyền
Việc sử dụng tên thương hiệu từ điển như Oxford, Longman, Cambridge, Merriam-Webster, Collin và những từ điển khác mà không có bất kỳ tài liệu tham khảo nào tại website Lingoes chứng minh tính hợp pháp của việc sử dụng này là một hành động bất hợp pháp đáng ngờ.

### Nền tảng
Việc chỉ hỗ trợ cho Windows có thể được xem như là một bước đệm tương tự Babylon để chuyển từ một phần mềm miễn phí thành một chương trình phải trả phí.

### Chức năng
- Lingoes thiếu khả năng tự động điều chỉnh các từ sai chính tả hoặc cung cấp các từ gợi ý.
- Tính năng "Translate Clipboard Text" (Dịch văn bản đã copy vào clipboard) thiếu ổn định (lúc được lúc không)